# Кундровские татары
Кундровские татары (кундровские татары, ногайцы-кундрау, кундровцы; тат. кундрау татарлары, ног. кундырав ногайлар) — этнографическая группа в составе астраханских татар, проживающая в селе Тулугановка Володарского района Астраханской области, и исповедующая ислам.
В рамках переписей населения кундровцы объединены с астраханскими, казанскими и другими татарами.
Кундровские татары представляют собой переходную форму субэтноса между юртовскими татарами и карагашами, и в этнографическом отношении представляют собой самостоятельную этнические групу бывших ногайцев, испытавших влияние юртовских татар, с присущим языковым и этнографическим особенностями.

## Этимология
Слово «кун» с татарского языка переводится как ночевать, выражение «кундров» (тат. кундырау) же с татарского обозначается как жить ночевками, то есть вести кочевой образ жизни. Кундровские татары, как и карагаши, до начала XX века вели полукочевой образ жизни.

## История
После прихода калмыков в Приволжские степи на протяжении всего XVII и первой четверти XVIII века идёт борьба между русским самодержавием и калмыцкими ханами за подчинение кочевых ногайских групп, из которых упоминаются ембайлуковцы, юртовские и келечинские татары (Нефедьев, 1884, стр. 236), в составе которых были предки тулугановцев. 
После откочёвки калмыков в Джунгарию в 1771 году ногайские группы племён стали активно приближаться к Астрахани. К этому времени юртовские татары поселились на левом берегу Волги на территории современного Приволжского района, а кочевая группа тулугановцев была прописана к селению Солянка нынешнего Наримановского района. 
Первые архивные документы об образовании села Тулугановка относят к 1770 году, когда группа «кундрау», приписанных к Солянке образовала новое селение на левом берегу Волги (недалеко от современного села Растопуловка).
В 1744—1745 годах часть кундровских татар были переселены насильно в Оренбургскую степь, став основой для этногруппы нагайбаков, несогласные убежали в Младший казахский жуз, которые вошли в состав казахов Букеевской Орды, частично вернулись на Волгу.
В 1892 году на бугре «Мангыт», ерика Макарки часть жителей Старой Тулугановки (292 человека) основали новое село, под этническим названием «Кундрау». Кроме хозяйственных причин отселения ногайцев историки усматривают и родовые деления: «ногайцы Тимбаевского рода решили размежеваться с потомками рода Нурадина Урусова» (В. Викторин).

## Язык и культура
Л. Ш. Арсланов отмечает, что язык кундровских татар является переходным между юртовским и карагашским языком с преобладанием черт, свойственных первому. Кундровцы также говорят и на литературном татарском языке.
Различие между карагашами и кундровскими татарами наблюдается и в антропологическом типе. Можно предположить, что кундровцы и карагаши прибыли в одно и то же время с Терека или Кубани, но племенной состав их был различен, но в отличие от карагашей, у кундровских татар не сохранилось родоплеменное деление.
В селе Тулугановка действует ансамбль «Кундрау». К свадебным традициям можно отнести обряд под названием «Баянга бастыру» — встреча невесты в доме жениха. Обряд сопровождается песнопениями, передачи приданного невесты от её матери, к матери жениха.

### Кухня
Одним из основных национальных блюд кундровцев является «Катлама перемеше» (пирожки с мясом).